# Пагода Шести Гармоний

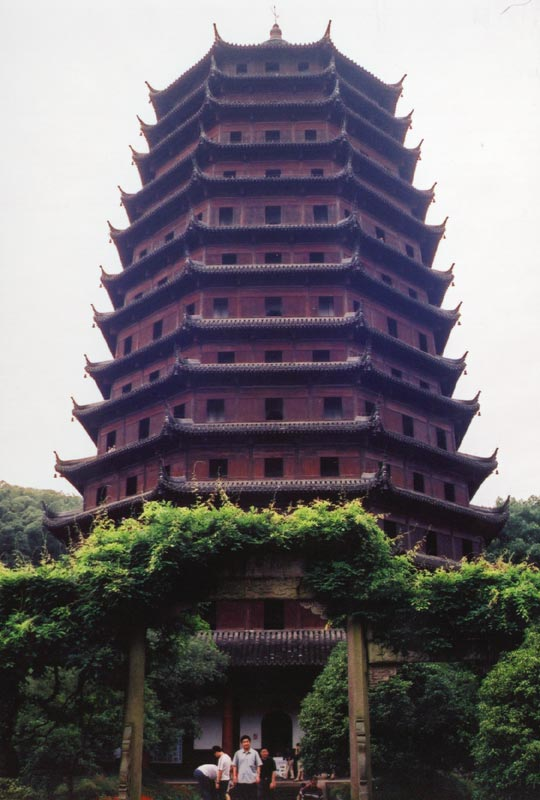
Пагода Шести Гармоний

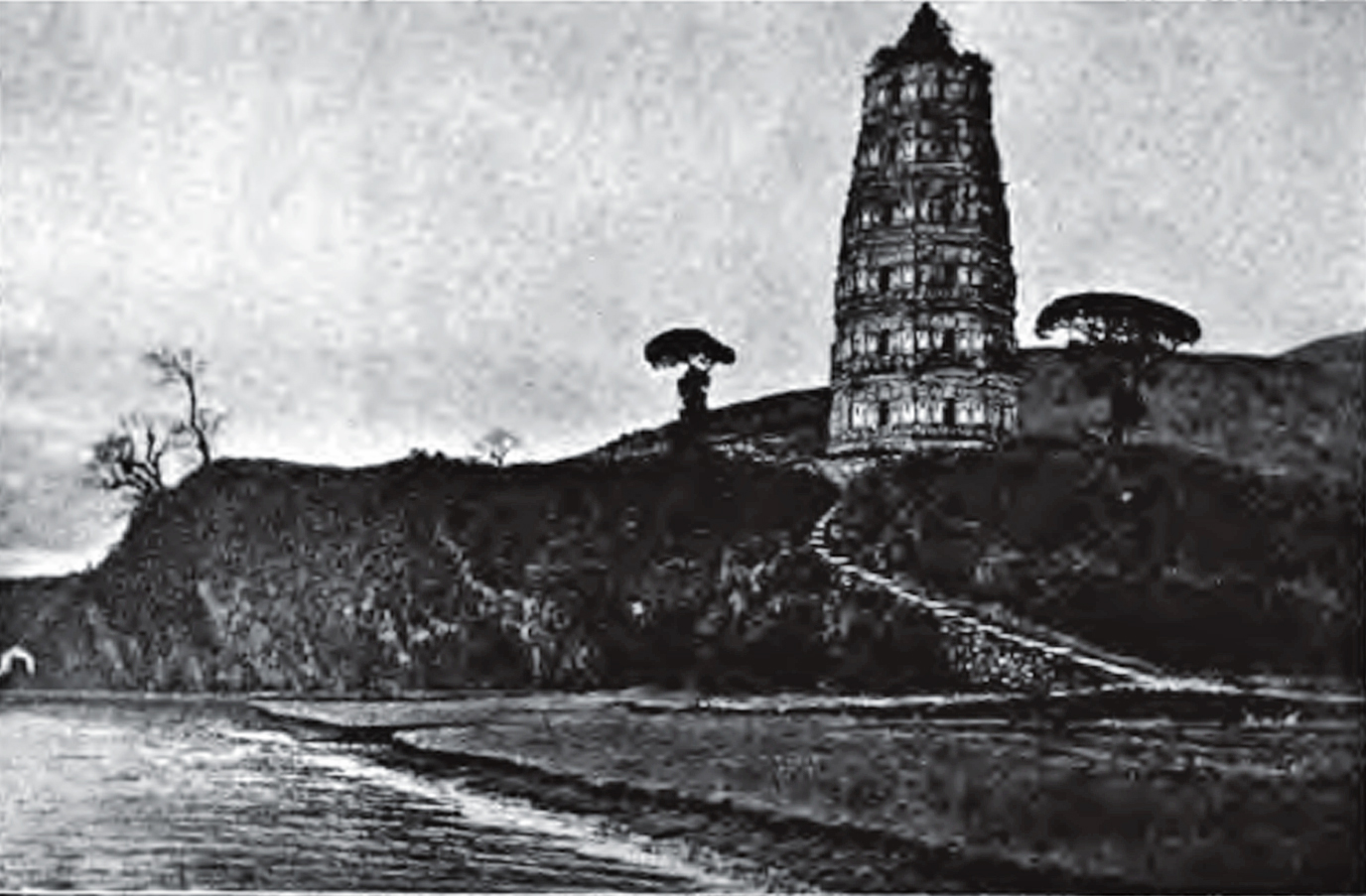
До 1900 года пагода Люхэта пребывала в забвении.

Пагода Шести Гармоний или пагода Люхэта (кит. упр. 六和塔, пиньинь Liùhé Tǎ) — 13-ярусная 60-метровая пагода в южной части города Ханчжоу, Китай, является одним из ярких памятников архитектуры Китая периода династии Сун.
Восьмиугольная пагода, названная в честь шести гармоний буддизма, расположена на берегу реки Цяньтанцзян, у подножья холма Юэлунь. В первый раз она была построена в период Северной империи Сун (960—1127 гг.), затем уничтожена в 1121 году и полностью восстановлена в 1165 году, в период Южной империи Сун (1127—1279). В 1900 году была проведена серьёзная реконструкция пагоды.
В соответствии с историком Джозефом Нидхемом, пагода ранее служила маяком, помогала морякам определить место стоянки ночью, а также защищала от приливных волн.
С высоты пагоды открывается хороший вид на долину реки Цяньтанцзян и двухъярусный мост через неё, который был построен китайским инженером Лао Ишенем в 1934-1937 годах.